# Muskelbil

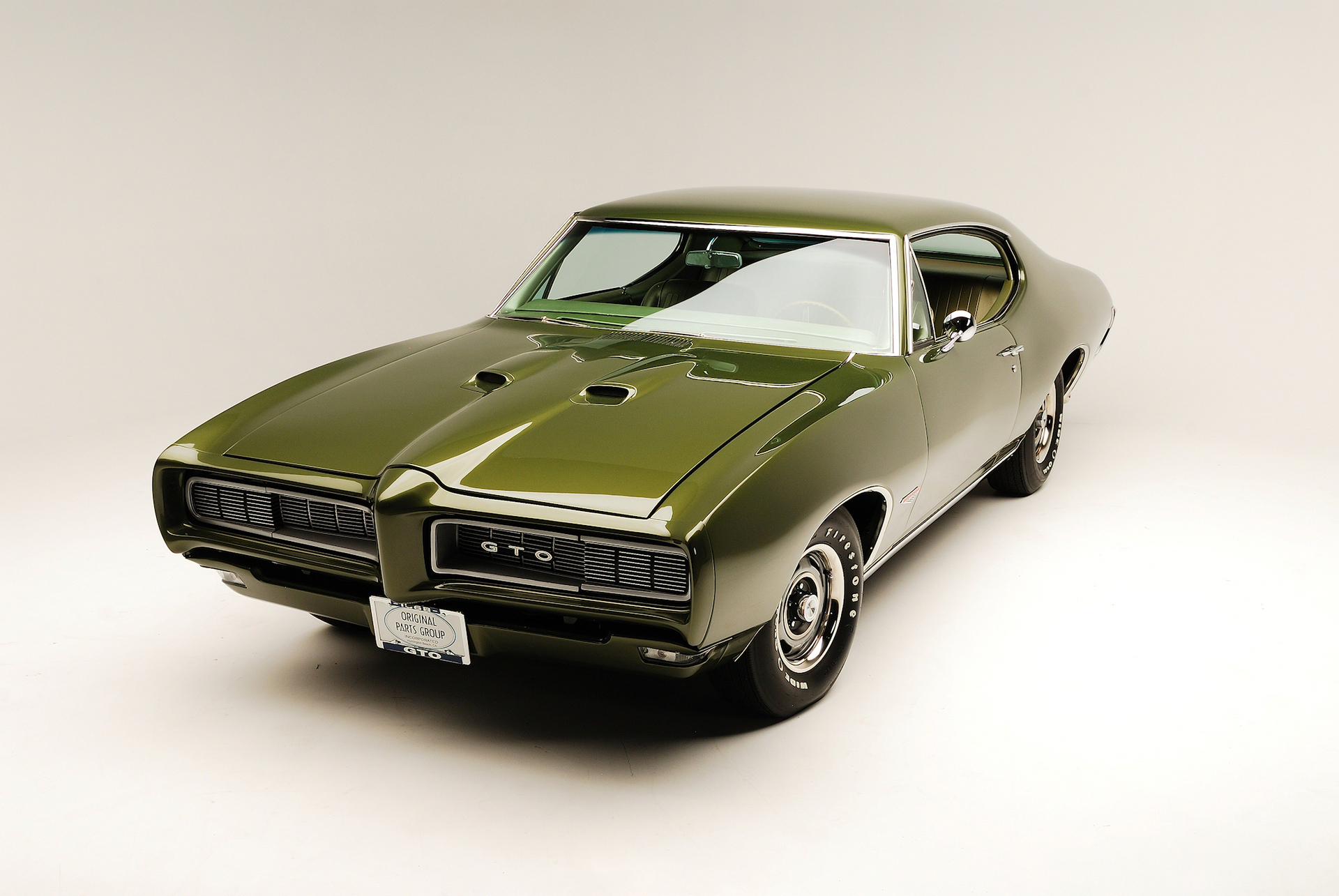
1968 Pontiac GTO.

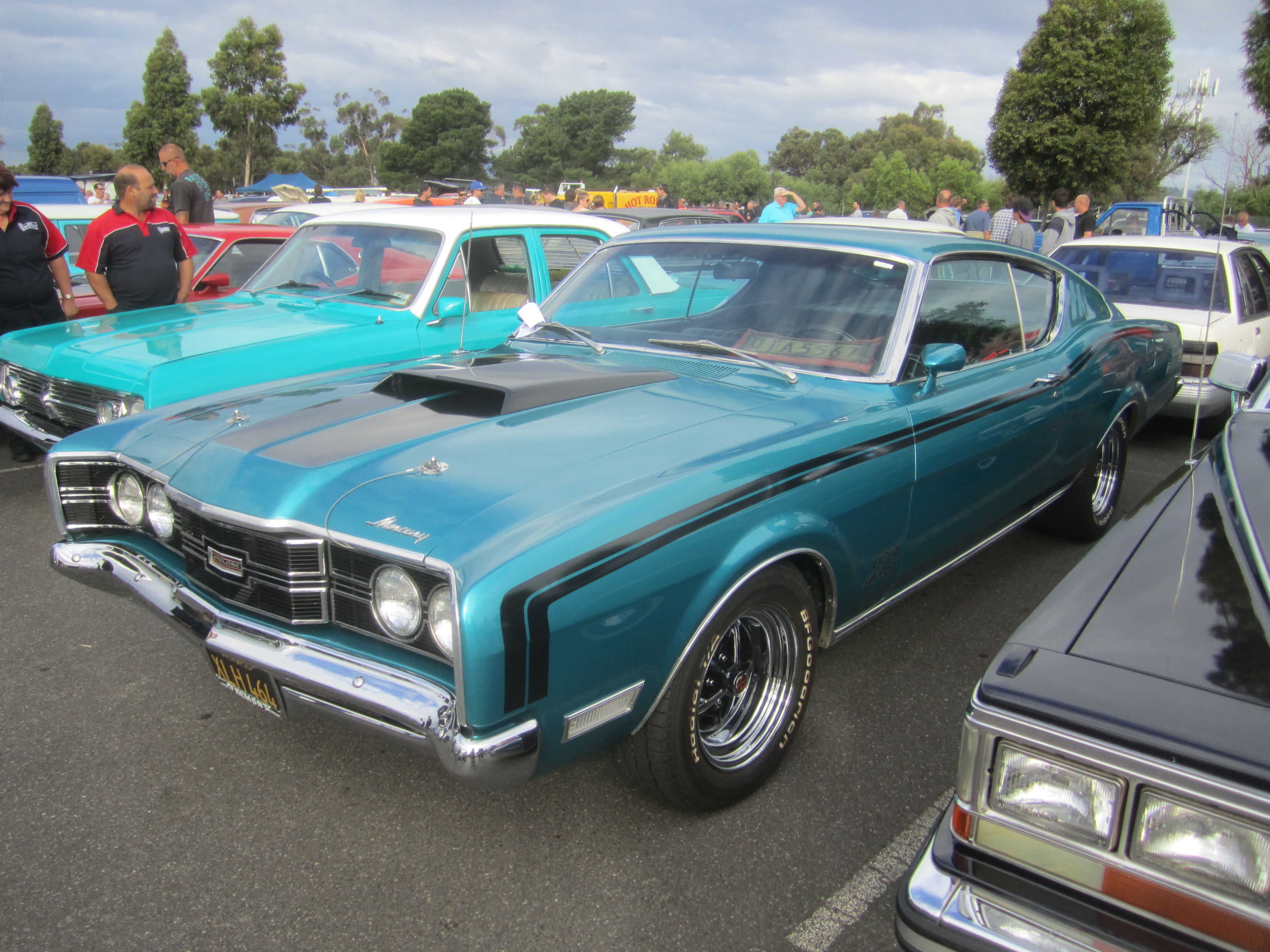
1969 Mercury Cyclone CJ med 428 Cobra jet-motor.

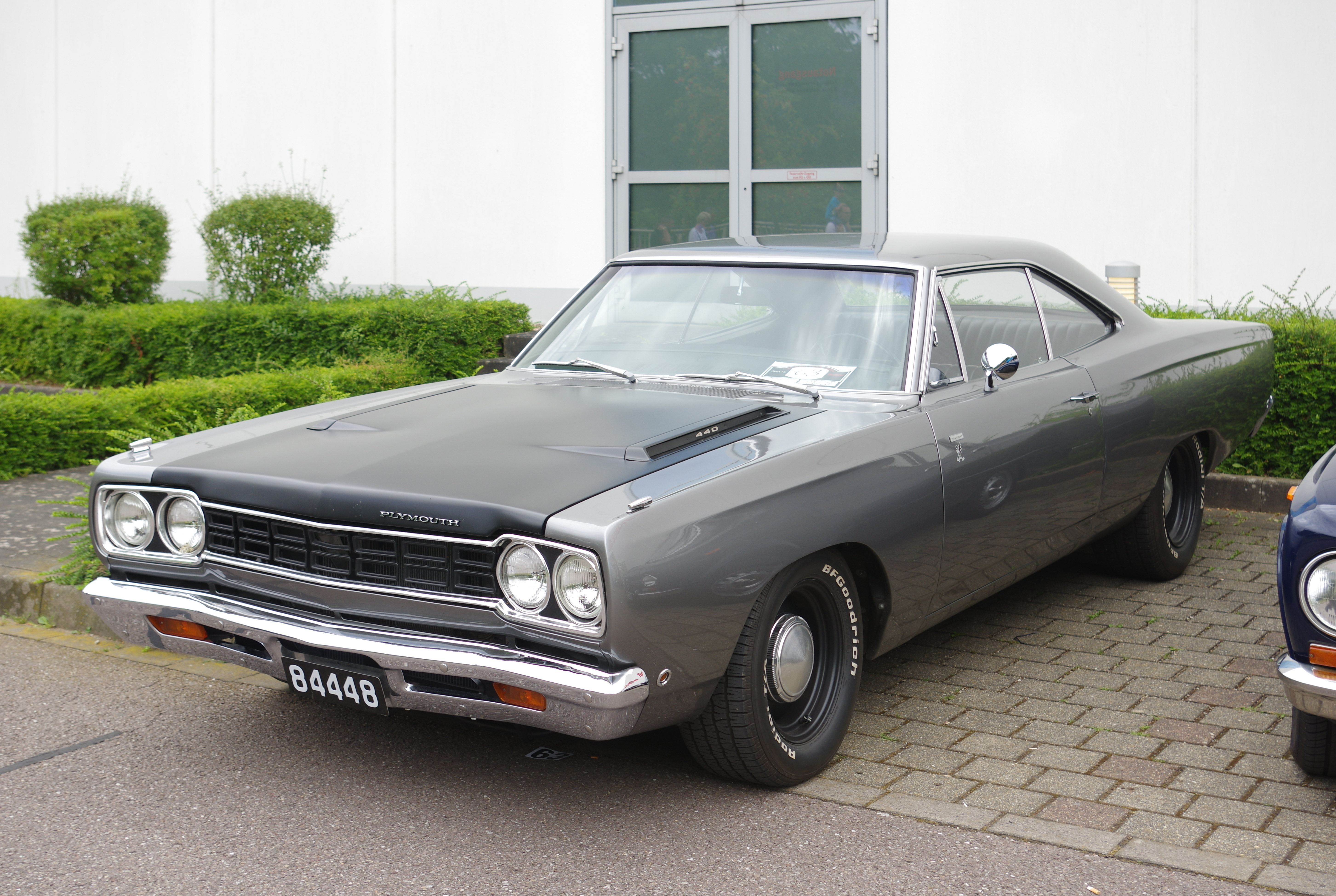
1968 Plymouth Roadrunner.

Muskelbil är en försvenskning av engelska uttrycket muscle car. Ej att förväxla med sportbil. En vanlig definition av muskelbil är en amerikansk tvådörrarsbil i mellanstorlek med baksäte, hög motoreffekt samt marknadsförd och såld med en sportig framtoning till ett förhållandevis lågt pris.
Den första "renodlade" muskelbilen anses vara 1964 års Pontiac GTO.
I motsats till de snabba europeiska bilarna, som prismässigt var helt utom räckhåll för mannen på gatan, hade dessa bilar ett pris som även unga bilköpare kunde betala. Bilar som Ford Mustang, Plymouth Roadrunner, Dodge Charger, Chevrolet Camaro och Pontiac Firebird blev oerhört populära. Oljekrisen 1973 innebar slutet för många av dessa bensinslukare.
Den amerikanske bilbyggaren Don Yenko köpte 1969 in ett antal Chevrolet Nova, Camaro och Chevelle och monterade sedan i 427 L72 Hi performance-motorn från 1966 års Corvette Stingray. Chevrolet Nova är en, med amerikanska mått mätt, lätt och liten bil. Byggd som en "lillasyster" till Chevelle av Chevrolet blev den senare snarare Chevelles pappa efter Yenkos förfining.
Den amerikanska motortidskriften Road & Track klassade följande bilmodeller som muskelbilar 1965:
- 1964–1965 Pontiac GTO
- 1965–1975 Buick Riviera GS
- 1965–1969 Buick Skylark GS
- 1965–1970 Dodge Coronet/Plymouth Belvedere 426-S
- 1965 Chevrolet Chevelle Malibu SS
- 1965–1967 Oldsmobile Cutlass 442

Begreppet muskelbilar innefattar även dessa modeller av senare datum:
- 1968–1974 AMC AMX
- 1970–1974 Buick Gran Sport
- 1967–2010 Chevrolet Camaro
- 1967–1969 Yenko Camaro
- 1965–1972 Chevrolet Chevelle (SS)
- 1970–1972 Chevrolet Monte Carlo (SS454)
- 1963–1974 Chevrolet Nova (SS)
- 1970–1973 Dodge Challenger
- 1966–1974 Dodge Charger
- 1968–1976 Dodge Dart (GTS och Demon)
- 1969–1970 Dodge Daytona
- 1968–1971 Dodge Super Bee
- 1966–1969 Ford Fairlane (GT, GTA, and Cobra)
- 1964- Ford Mustang
- 1968–1974 Ford Torino (GT & Cobra)
- 1964–1971 Mercury Cyclone (GT, Cobra Jet & Spoiler)
- 1967–1973 Mercury Cougar
- 1968–1971 Oldsmobile 442
- 1964–1974 Plymouth Barracuda
- 1970–1976 Plymouth Duster
- 1967–1971 Plymouth GTX
- 1968–1974 Plymouth Road Runner
- 1970 Plymouth Superbird
- 1966–1971 Pontiac GTO
- 1967–2002 Pontiac Firebird
- Don Yenko 1969 Chevrolet Nova [2]